# Raffael Behounek
Raffael Behounek (Vienna, 16 aprile 1997) è un calciatore austriaco, difensore del Willem II.

## Caratteristiche tecniche
È un difensore centrale.

## Carriera
Cresciuto nello Stadlau, debutta in prima squadra nell'aprile 2014, giocando un incontro di quarta divisione; nelle successive stagioni ottiene due promozioni che lo portano a giocare in Regionalliga nella stagione 2015-2016. Nel 2017 viene acquistato dal Mattersburg che lo impiega nella formazione riserve; dopo due stagioni in cui viene anche ceduto in prestito all'Horn fa il suo debutto in Bundesliga giocando il match perso 4-1 contro il Salisburgo.
Poco impiegato nel corso della prima metà di stagione, nel gennaio 2019 viene ceduto a titolo definitivo al Wacker Innsbruck, in 2. Liga. Sei mesi più tardi fa ritorno nella massima divisione austriaca, firmando con il WSG Swarovski Tirol.

## Statistiche
Statistiche aggiornate al 12 aprile 2021.

### Presenze e reti nei club
| Stagione        | Squadra             | Campionato      | Campionato | Campionato | Coppe nazionali | Coppe nazionali | Coppe nazionali | Coppe continentali | Coppe continentali | Coppe continentali | Altre coppe | Altre coppe | Altre coppe | Totale | Totale | Totale |
| Stagione        | Squadra             | Comp            | Pres       | Reti       | Comp            | Pres            | Reti            | Comp               | Pres               | Reti               | Comp        | Pres        | Reti        | Pres   | Reti   |        |
| --------------- | ------------------- | --------------- | ---------- | ---------- | --------------- | --------------- | --------------- | ------------------ | ------------------ | ------------------ | ----------- | ----------- | ----------- | ------ | ------ | ------ |
| 2014-2015       | Stadlau             | 4D              | 7          | 1          |                 | -               | -               |                    | -                  | -                  |             | -           | -           | 7      | 1      |        |
| 2015-2016       | Stadlau             | 3D              | 17         | 2          |                 | -               | -               |                    | -                  | -                  |             | -           | -           | 17     | 2      |        |
| 2015-2016       | Stadlau             | RL              | 30         | 0          | CA              | 3               | 1               |                    | -                  | -                  |             | -           | -           | 33     | 1      |        |
| 2016-2017       | Stadlau             | RL              | 27         | 1          | CA              | 1               | 0               |                    | -                  | -                  |             | -           | -           | 28     | 1      |        |
| 2017-2018       | Mattersburg II      | 3D              | 30         | 2          |                 | -               | -               |                    | -                  | -                  |             | -           | -           | 30     | 2      |        |
| 2018-2019       | Mattersburg II      | RL              | 16         | 0          |                 | -               | -               |                    | -                  | -                  |             | -           | -           | 16     | 0      |        |
| 2018-2019       | Horn                | 2L              | 15         | 0          | CA              | 0               | 0               |                    | -                  | -                  |             | -           | -           | 15     | 0      |        |
| 2019-gen. 2020  | Mattersburg II      | RL              | 8          | 0          |                 | -               | -               |                    | -                  | -                  |             | -           | -           | 8      | 0      |        |
| 2019-gen. 2020  | Mattersburg         | BL              | 6          | 0          | CA              | 2               | 0               |                    | -                  | -                  |             | -           | -           | 8      | 0      |        |
| gen.-giu. 2020  | Admira Wacker M.    | 2L              | 12         | 0          | CA              | 0               | 0               |                    | -                  | -                  |             | -           | -           | 12     | 0      |        |
| 2020-2021       | WSG Swarovski Tirol | BL              | 22         | 1          | CA              | 2               | 0               |                    | -                  | -                  |             | -           | -           | 24     | 1      |        |
| Totale carriera | Totale carriera     | Totale carriera | 190        | 7          |                 | 8               | 1               |                    | 0                  | 0                  |             | -           | -           | 198    | 8      |        |

## Palmarès

### Club

#### Competizioni nazionali
- Eerste Divisie: 1

Willem II: 2023-2024